# Federazione calcistica di Tahiti
La Federazione calcistica di Tahiti (in francese Fédération Tahitienne de Football, acronimo FTF) è l'ente che governa il calcio in Polinesia francese.
Fondata nel 1938, si affiliò alla FIFA e all'OFC nel 1990. Ha sede a Pirae e controlla il campionato nazionale, la coppa nazionale e la Nazionale del paese.